# Мария София Гессен-Кассельская
Принцесса Мария София Фредерика Гессен-Кассельская (дат. Marie Sophie Frederikke af Hessen-Kassel; 28 октября 1767, Ханау, Гессен — 22 марта 1852, Фредериксберг, Фредериксберг) — принцесса Гессен-Кассельская; в браке — королева Датская и Норвежская. Регент Дании в 1814—1815 годах.

## Биография
Мария София была старшим ребёнком в семье ландграфа Гессен-Кассельского Карла и его супруги Луизы Датской. С стороны отца она была внучкой ландграфа Гессен-Кассельского Фридриха II и Марии Великобританской, дочери короля Георга II. Со стороны матери — короля Дании Фредерика V и Луизы Великобританской, так же дочери короля Георга II. Принцесса родилась в городе Ганау, когда её мать с отцом гостили у её бабушки Марии. Детство и юность Мария София провела в Дании, где её отец занимал различные государственные должности. В 1769 году Карл от имени короля Кристиана VII был назначен губернатором герцогств Шлезвига и Гольштейна. В сентябре 1772 года он был назначен верховным главнокомандующим норвежской армии, и вместе с семьёй перебрался в Кристианию. Хотя в 1774 году Карл отправился назад в Шлезвиг-Гольштейн, он оставался в должности главнокомандующего норвежской армии вплоть до 1814 года.
31 июля 1789 года Мария София вышла замуж за наследного принца датского и норвежского Фредерика (1768—1839), регента и в будущем короля Датского и Норвежского. В 1784 году он в возрасте шестнадцати лет стал регентом при своём сумасшедшем отце короле Кристиане VII, который умер в 1808 году. После копенгагенского пожара 1795 года принцессе пришла в голову идея построить новую улицу, которая проходила бы по южному краю Королевского сада; улицу назвали в её честь, Кронпринсессегаде.
После смерти Кристиана супруги стали Королём и королевой Дании и Норвегии. В 1814 году они потеряли трон Норвегии, из-за войны с Наполеоном. Королева Мария София была регентом Дании в 1814—1815 годах во время поездки мужа за границу.
Во время своего регентства принцесса проявила себя как хороший государственный деятель и реформатор, написала несколько книг о династии своего мужа, активно занималась благотворительностью, за что заслужила любовь датского народа. Овдовев, она ушла из общественной жизни, но была символом старой династии. Скончалась в 1852 году на 84 году жизни.

## Титулы
- 1767—1790 Её Светлость Принцесса Гессен-Кассельская
- 1790—1808 Её Королевское Высочество Кронпринцесса Датская и Норвежская
- 1808—1814 Её Величество Королева Дании и Норвегии
- 1814—1839 Её Величество Королева Дании
- 1839—1852 Её Величество Вдовствующая королева Дании

## Дети
В королевской семье родилось восемь детей, но лишь две их дочери достигли взрослого возраста. По этой причине следующим королём Дании стал двоюродный брат Фредерика, король Кристиан VIII. Дети:
- Кристиан (1791)
- Мария Луиза (1792—1793)
- Каролина (1793—1881) — кронпринцесса Датская, супруга кронпринца Фердинанда.
- Луиза (1795)
- Кристиан (1797)
- Юлия Луиза (1802)
- Фредерика Мария (1805)
- Вильгельмина Мария (1808—1891), была замужем за наследным принцем Фредериком, развелась в 1837 году. Во втором браке герцогиня Шлезвиг-Гольштейн-Зонденбург-Глюксбургская.

В честь королевы Мари Софии была названа датская принцесса Мария София Фредерика Дагмар, будущая императрица Российской империи и мать императора Николая II. Став императрицей в 1881 году, она сохранила имя Мария.